# Polyplectropus prapat
Polyplectropus prapat är en nattsländeart som beskrevs av Malicky 1993. Polyplectropus prapat ingår i släktet Polyplectropus och familjen fångstnätnattsländor. Inga underarter finns listade i Catalogue of Life.